# София Магдалена Бенигна фон Золмс-Лаубах
София Магдалена Бенигна фон Золмс-Лаубах-Утфе (на немски: Sophie Magdalena Benigna zu Solms-Laubach-Utphe; * 15 февруари 1707; † 1744, Браунфелс) е графиня от Золмс-Лаубах-Утфе и чрез женитба княгиня на Золмс-Браунфелс.

## Произход
Тя е дъщеря на граф Карл Ото фон Золмс-Лаубах-Утфе и Текленбург (1673 – 1743) и съпругата му графиня Луиза Албертина фон Шьонбург-Хартенщайн (1686 – 1740), дъщеря на граф Ото Лудвиг фон Шьонбург-Хартенщайн (1643 – 1701) и София Магдалена фон Лайнинген-Вестербург (1651 – 1726).

## Фамилия
София се омъжва на 9 март 1726 г. в Утфе за княз Фридрих Вилхелм фон Золмс-Браунфелс (1696 – 1761). Тя е втората му съпруга. Те имат децата:
- Карл Лудвиг Вилхелм (1727 – 1812)
- Елизабет Мария (1728 – 1796)
- дете (1729)
- Улрика Луиза (1731 – 1792), ∞ 10 октомври 1746 г. за ландграф Фридрих IV фон Хесен-Хомбург (1724 – 1751)
- Вилхелм Христоф (1732 – 1811)
- Лудвиг Рудолф Вилхелм (1733 – 1809)
- Амалия Елеонора (1734 – 1811), ∞ 16 декември 1765 за княз Карл Лудвиг фон Анхалт-Бернбург-Шаумбург-Хойм (1723 – 1806)
- Фридрих (1739 – 1812)
- Александер Вилхелм (1736 – 1738)
- Антон Вилхелм Фридрих (1739 – 1812)
- Каролина Албертина (1740 – 1742)
- Магдалена София (1742 – 1819), ∞ 22 април 1778 за принц Виктор Амадей фон Анхалт-Бернбург-Шаумбург-Хойм (1744–1790)
- Христина Шарлота Фридерика (1744 – 1823), ∞ 26 март 1780 за граф Симон Август фон Липе-Детмолд (1727 – 1782)

Фридрих Вилхелм фон Золмс-Браунфелс се жени трети път за пфалцграфиня Шарлота Катарина фон Биркенфелд-Гелнхаузен (1699 – 1785).